# Dub Calgaid mac Laidcnén
Dub Calgaid mac Laidcnén (mort en 769) est roi des Uí Cheinnselaigh du sud Leinster. Il est issu du sept Sil Chormaic de cette lignée du Laigin et plus précisément de la branche qui prend le contrôle de
des Uí Dróna, la baronnie d'Idrone  dans le nord de l'actuel comté de Carlow. Son dernier ancêtre paternel à avoir occupé le trône est son arrière-arrière-grand-père Crundmáel Erbuilc (mort en 655) Il est le frère de Donngal mac Laidcnén (mort en 761). Il règne de 761 à 769.
Les Uí Cheinnselaigh sont alors entrés dans une période d'inextricables conflits internes et en 769 Dub Calgaid est défait et tué lors de la bataille de Ferns par son successeur Cennselach mac Brain (mort en 770) du sept Sil Máeluidir.

## Sources
- Annales d'Ulster sur  at University College Cork
- (en) Gearoid Mac Niocaill (1972), Ireland before the Vikings, Dublin: Gill and Macmillan
- Livre de  Leinster,Rig Hua Cendselaig sur  at University College Cork